# 紫外光电子能谱学
紫外光电子能谱学（Ultraviolet Photoelectron Spectroscopy, UPS）是指通过测量紫外光照射样品分子时所激发的光电子的能量分布，来确定分子能级的有关信息的谱学方法。

## 原理
将爱因斯坦公式运用于自由电子，则光电子的动能{\displaystyle E_{k}}可以用下式表示。
式中h是普朗克常数，ν是入射光的频率，I是占有轨道上的电子的电离能。
紫外光电子能谱学的光源常采用真空紫外灯，近年来也有以同步辐射光源作为光源的。由于光源发射的光子频率已知，通过测量出射光电子的动能就可以得到分子中价电子的电离能。

## 历史
1960年以前，所有对于光电子的动能的分析实际上都是针对金属和其它固体表面出射的光电子的。1956年左右凱·西格巴恩建立了固体表面分析的X射线光电子能谱学（XPS）方法。该方法用X射线源来研究原子的内层电子（core electron）的能量，其能量分辨率可达1电子伏特。
1962年到1967年期间，物理化学家David W. Turner发展了用于研究气相中的自由分子的电子能谱结构的紫外光电子能谱方法。它们以波长为58.4纳米（属于真空紫外区）的氦灯作为光源对高真空中的分子进行辐照，达到了0.02电子伏特的能量分辨率。当时Turner将这种方法称为“分子光电子能谱学”，现在则一般称为紫外光电子能谱学。与XPS相比，UPS只能得到关于分子的价电子的信息，但是其能量分辨率比XPS高得多。1967年起出现了商品化的UPS仪器。

## 应用
紫外光电子能谱学可以测量分子轨域的能量，并与1960年代同样迅速发展的量子化学理论计算结果进行对比。分子的UPS谱图通常包含一系列的峰，每一组峰对应一个分子轨道的能级。UPS的高分辨率使得谱图上可以反映出分子的振动能级的精细结构。一般来说，尖锐的单峰表示电离的电子来自非键轨道，而多重峰则表示电离的电子来自成键轨道或反键轨道。
紫外光电子能谱可以用作固体的表面分析，此时它通常被称为光电发射光谱（photoemission spectroscopy，PES）。由于电子逃逸深度小（不超过10纳米），UPS对于表面的微小变化有着十分灵敏的响应，经常用于研究固体表面的吸附现象与吸附过程中形成的化学键，以及被吸附物种的分子在固体表面的取向。
紫外光电子能谱学可以用于测定固体的功函数。Park等人的工作是一个很好的例子。 从入射光子的能量中扣除所得紫外光电子能谱谱图的全谱宽度，所得的结果就是固体的功函数。